# Delia nigrescens
Delia nigrescens är en tvåvingeart som först beskrevs av Camillo Rondani 1877.  Delia nigrescens ingår i släktet Delia och familjen blomsterflugor. Arten är reproducerande i Sverige. Inga underarter finns listade i Catalogue of Life.